# Notophthiracarus orientalis
Notophthiracarus orientalis är en kvalsterart som först beskrevs av Sandór Mahunka 1985.  Notophthiracarus orientalis ingår i släktet Notophthiracarus och familjen Phthiracaridae. Inga underarter finns listade i Catalogue of Life.